# Grive à bec orange
Catharus aurantiirostris
Espèce
Statut de conservation UICN

 LC  : Préoccupation mineure
La Grive à bec orange (Catharus aurantiirostris) est une espèce de passereau de la famille des Turdidae.
Cet oiseau vit au Mexique, en Amérique centrale, en Colombie, au Venezuela et à Trinité.